# Berberföld

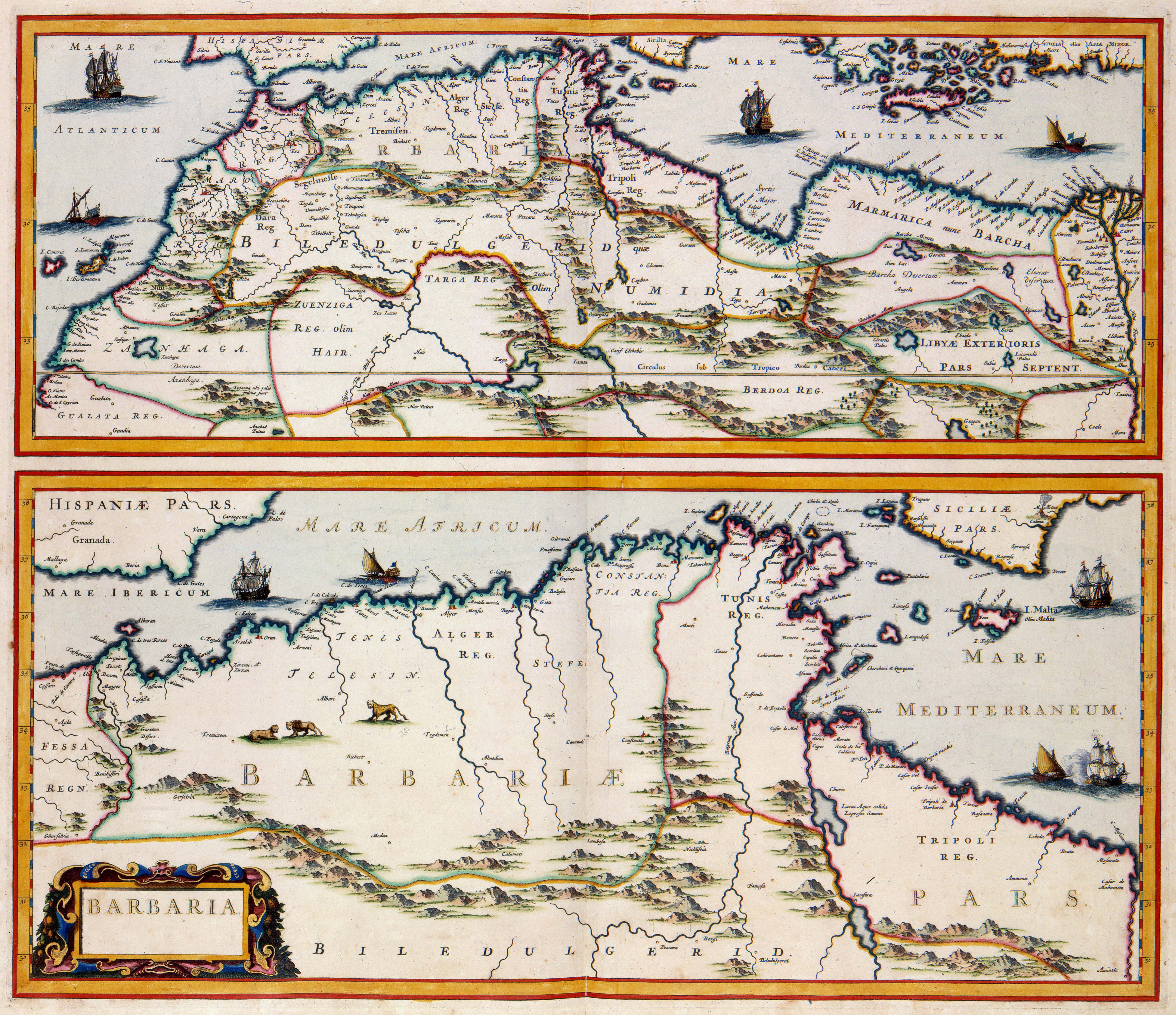
Jan Janssonius holland kartográfus 17. századi térképe a Berberpartről, itt: "Barbaria"

Berberföld vagy Berberia, vagy Berberpart a berber népek lakta területek európaiak használta nevei voltak a 16. századtól a 19. század elejéig. berber neve a körülbelül a Magrebet jelölő Tamazɣa volt (Tifinag: ⵜⴰⵎⴰⵣⵗⴰ vagy ⵜⴰⵎⴰⵣⵖⴰ)
A Berberpart név Észak-Afrika középső és nyugati partmenti régióira és városaira utalt: ez a mai Marokkónak, Algériának, Tunéziának és Líbiának felelt meg. A Berberia (Barbaria) szó az európai nyelveken készült térképeken általában a nem parti berber régiókat is magába foglalta, mélyen a kontinens belsejében.
A nyugati országokban e nevek többek közt a berber kalózokat, illetve a berber rabszolgakereskedelmet idézték fel. A berber kalózok gyakran támadták meg a hajókat és a településeket a Földközi-tenger térségében és az Atlanti-óceán keleti partvidékeinél, elfogva és továbbadva árukat és rabszolgákat az Európa, az Egyesült Államok és Fekete-Afrika közti kereskedelemben. Konfliktusaik az Egyesült Államokkal és Svédországgal a 19. század elején a berber háborúkhoz vezettek. Az árukat és rabszolgákat vagy az Oszmán Birodalmon keresztül adták tovább, vagy egyenesen az európaiaknak.

## Története

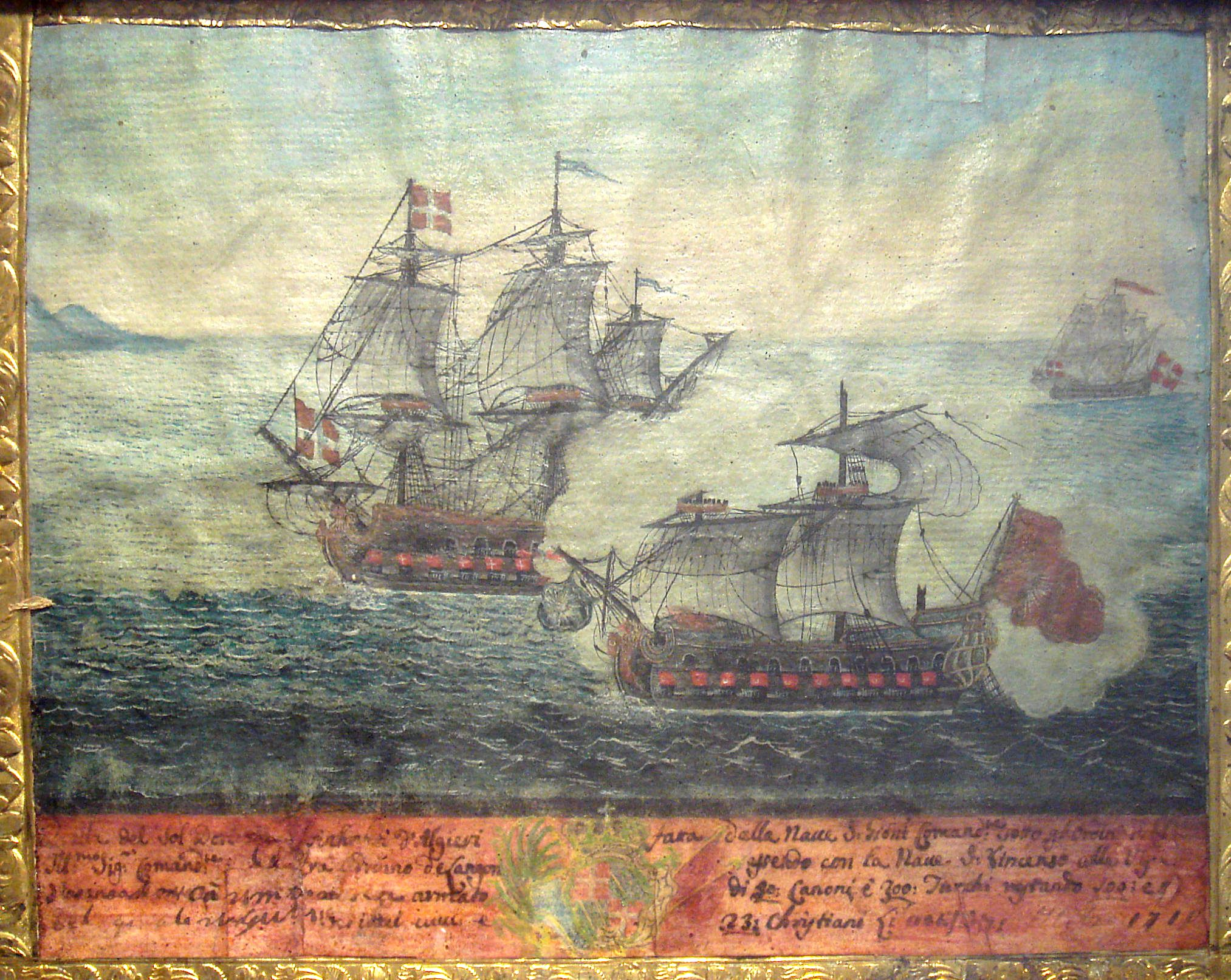
Ex voto (felajánlás) egy tengeri csatáról, amelyet egy Algírból jött török hajó vívott (elöl) a Máltai lovagrend egy hajójával 1719-ben.

Berberföld története során többnyire nem alkotott politikai egységet. A korai muszlim korban a területet általában egy-egy ifríkijai (a mai Tunézia, Kelet-Algéria és Nyugat-Líbia), illetve marokkói és Tlemszen vagy Tiaret központú, nyugat-közép-algériai állam osztotta fel egymás között. Egyesítésre csak rövidebb időszakokban, legfeljebb néhány évtizedre vagy évre került sor, pl.  az Almohádok (12. -13. század), a tőlük Tunisz élén elszakadó Hafszidák (13. század) és a marokkói Marínidák (14. század) vezetésével.
A 16. században az Oszmán Birodalom kiterjesztette a fennhatóságát a térség nagy részére, leszámítva a legnyugatabbi régiót, amiből az önálló marokkói államiság fejlődött ki. A modern Tunézia teljes egészében (Tuniszi bejség), míg  Algéria és Líbia részben  oszmán tartományból alakult ki (Algíri dejség, Tripoli dejség). Az oszmán fennhatóság már a 17. századra meggyengült Berberföld felett, így a helyi hatalmi viszonyokban korlátozott volt a Porta beleszólása - ennek tudható be, hogy idővel Tunisz és Tripoli élén is örökletessé vált a helytartók (bejek / pasák / dejek) hatalma (tuniszi Huszajnidák, tripoli Karamánlidák). Algír és az alávetett területek vezetését a befolyásos helyi erők (janicsárok, kalózok és a berber törzsek) vetélkedése határozta meg.
Európában gyakran Tripolit tekintették a központjának, bár a marokkói Marrákes volt azokban az időkben a legnagyobb és legfontosabb berber város. Fontos városok voltak még Algír és a marokkói Tanger.

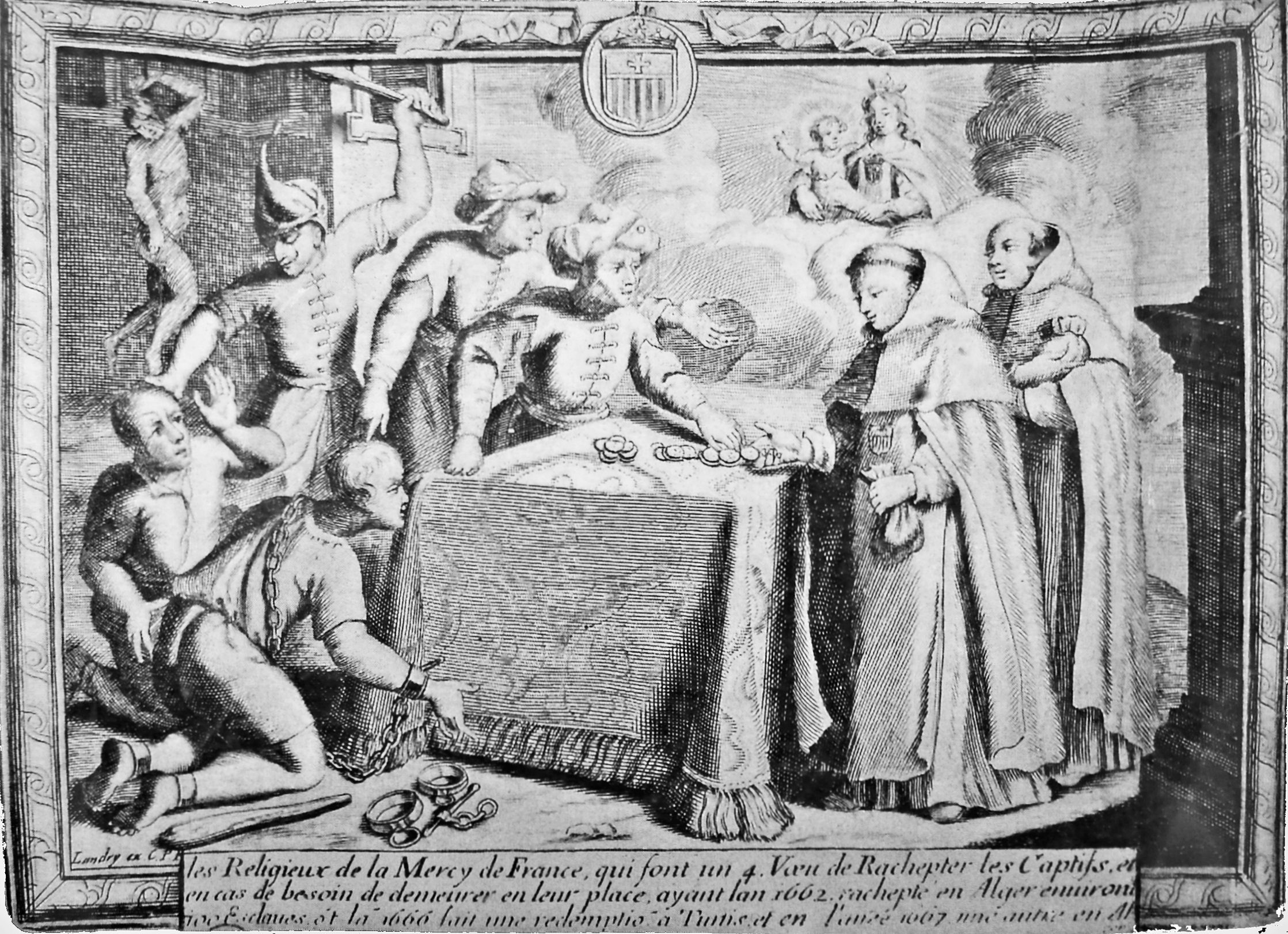
Keresztény foglyok megvásárlása a berber államokban.

## Fordítás
Ez a szócikk részben vagy egészben  a   Barbary Coast című angol Wikipédia-szócikk ezen változatának fordításán alapul.  Az eredeti cikk szerkesztőit annak laptörténete sorolja fel. Ez a jelzés csupán a megfogalmazás eredetét és a szerzői jogokat jelzi, nem szolgál a cikkben szereplő információk forrásmegjelöléseként.